# Lawrie Reilly
Pour les articles homonymes, voir Reilly (homonymie).
Lawrence « Lawrie » Reilly, né le 28 octobre 1928 à Édimbourg et mort le 22 juillet 2013  est un footballeur écossais. Il fait partie du Scottish Football Hall of Fame, depuis 2005, lors de la deuxième session d'intronisation.

## Biographie
Attaquant du club d'Hibernian de 1946 à 1958, Reilly
a remporté trois titres de champion d'Écosse en 1948 en 1951 et 1952. Il fut aussi meilleur buteur du championnat en 1952.
Il détient encore aujourd'hui le record du nombre de matches disputés avec Hibernian.
Reilly a inscrit 22 buts en 38 sélections en équipe d'Écosse, ce qui le place en quatrième position des meilleurs buteurs de l'histoire de l'équipe d'Écosse, derrière Denis Law, Kenny Dalglish et Hughie Gallacher.
Avec Gordon Smith, Bobby Johnstone, Eddie Turnbull et Willie Ormond, il constitue la fameuse ligne d'attaque d'Hibernian, connue sous le nom de Famous Five et remporte trois titres de champion d'Écosse.

## Palmarès
Hibernian FC
- Champion du Championnat d'Écosse de football (3) :
  - 1948, 1951 & 1952.
- Vice-champion du Championnat d'Écosse de football (3) :
  - 1947, 1950 & 1953.
- Meilleur buteur du Championnat d'Écosse de football (3) :
  - 1951: 22 buts, 1952: 27 buts & 1953: 30 buts.
- Finaliste de la Scottish Cup (2) :
  - 1947 & 1958.